# Diário de Notícias
Diário de Notícias (también conocido por sus siglas DN) es un periódico portugués fundado en Lisboa el 29 de diciembre de 1864 por Tomás Quintino Antunes y Eduardo Coelho. Es uno de los periódicos más veteranos y conocidos de Portugal, y su tirada diaria aproximada de 45.500 ejemplares lo sitúan en el 5º lugar entre los periódicos generalistas portugueses. Actualmente el Diário de Notícias, junto con el Jornal de Notícias, es propiedad del grupo de medios de comunicación Controlinveste.

## Historia
Fundado en 1864 por Eduardo Coelho y Tomás Quintino Antunes, el Diário de Notícias contó con colaboraciones de personalidades destacadas del mundo de la literatura y la cultura. Eça de Queirós trabajó para el diario en sus primeros años, y publicó en él sus Cartas desde Londres, posteriormente publicadas en formato libro. También Joaquim de Seabra Pessoa, padre de Fernando Pessoa, fue crítico musical para el periódico. José António Saraiva fue redactor, y José Saramago, Premio Nobel de Literatura, director adjunto en 1975

## Secciones y suplementos
- Secciones diarias: 
  - 1.º Caderno (o simplemente Diário de Notícias o DN)
  - Classificados DN (o DN Classificados)
  - DN Emprego

- Secciones fijas no periódicas:
  - DN Bolsa (antes DN Negocios)
  - DN Gente
  - DN Sport

- Suplementos periódicos:
  - Notícias TV (los viernes)
  - Notícias Sábado
  - Notícias Magazine
  - DN Verão (suplemento diario durante los meses de verano)